# Le Combat des Rats et des Belettes
Le Combat des Rats et des Belettes est la sixième fable du livre IV de Jean de La Fontaine situé dans le premier recueil des Fables de La Fontaine, édité pour la première fois en 1668.

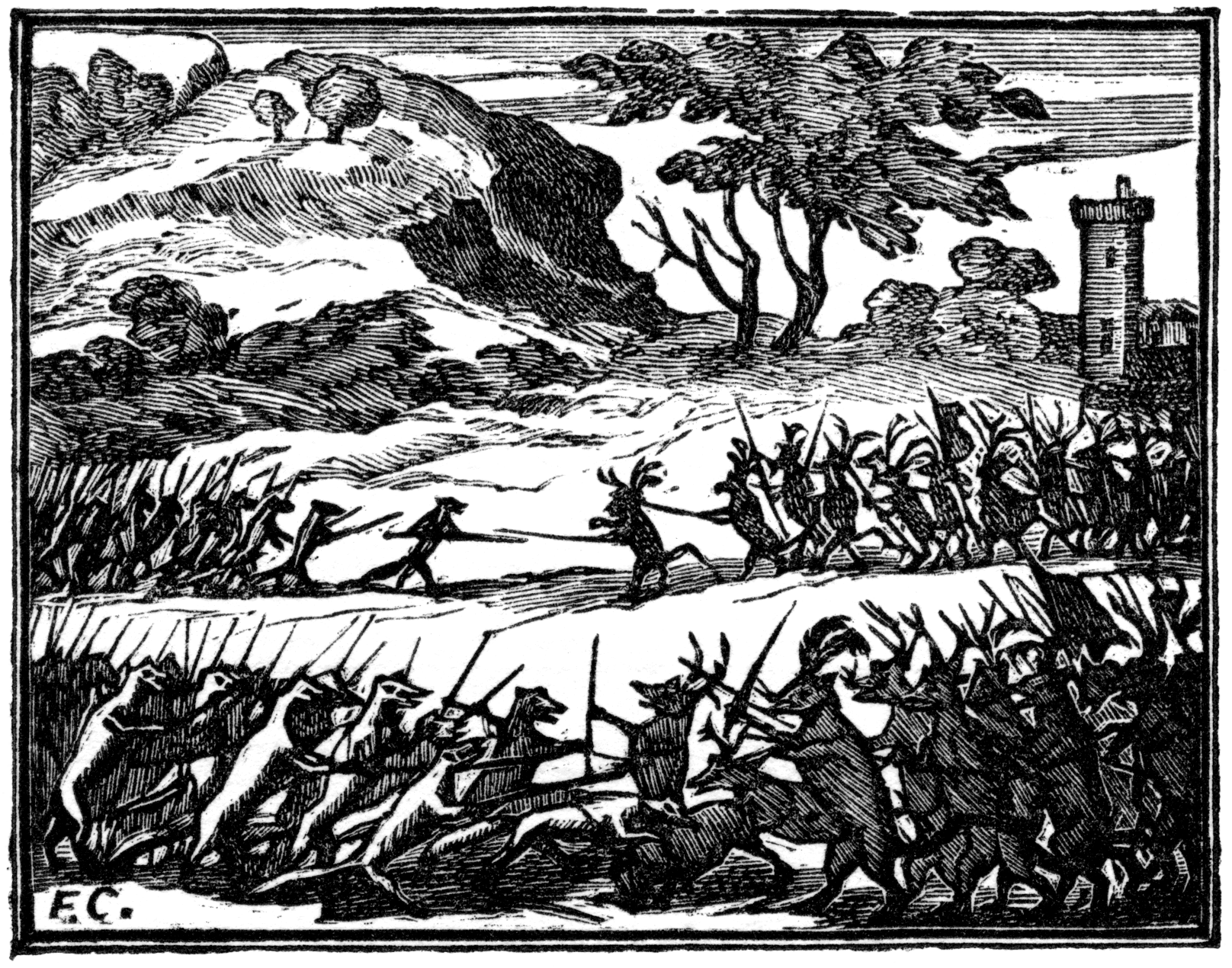
Gravure de François Chauveau (1613-1676)

## Texte
LE COMBAT DES RATS ET DES BELETTES
[Ésope + Phèdre,]
La nation des Belettes,
Non plus que celle des Chats,
Ne veut aucun bien aux Rats ;
Et sans les portes étrètes (1)
De leurs habitations,
L'animal à longue échine
En ferait, je m'imagine,
De grandes destructions.
Or une certaine année
Qu'il en était à foison,
Leur roi, nommé Ratapon,
Mit en campagne une armée.
Les Belettes, de leur part,
Déployèrent l'étendard.
Si l'on croit la renommée,
La victoire balança:
Plus d'un guéret (2) s'engraissa
Du sang de plus d'une bande.
Mais la perte la plus grande
Tomba presque en tous endroits
Sur le peuple souriquois.
Sa déroute fut entière,
Quoi que pût faire Artapax,
Psicarpax, Méridarpax,(3)
Qui, tout couverts de poussière,
Soutinrent assez longtemps
Les efforts des combattants.
Leur résistance fut vaine ;
Il fallut céder au sort :
Chacun s'enfuit au plus fort, (4)
Tant soldat que capitaine.
Les princes périrent tous.
La racaille, dans des trous
Trouvant sa retraite prête,
Se sauva sans grand travail ;
Mais les seigneurs sur leur tête
Ayant chacun un plumail (5),
Des cornes ou des aigrettes,
Soit comme marques d'honneur,
Soit afin que les Belettes
En conçussent plus de peur,
Cela causa leur malheur.
Trou, ni fente, ni crevasse
Ne fut large assez pour eux ;
Au lieu que la populace
Entrait dans les moindres creux.
La principale jonchée (6)
Fut donc des principaux Rats.

Une tête empanachée
N'est pas petit embarras.
Le trop superbe équipage
Peut souvent en un passage
Causer du retardement.
Les petits, en toute affaire,
Esquivent fort aisément :
Les grands ne le peuvent faire.
Vocabulaire

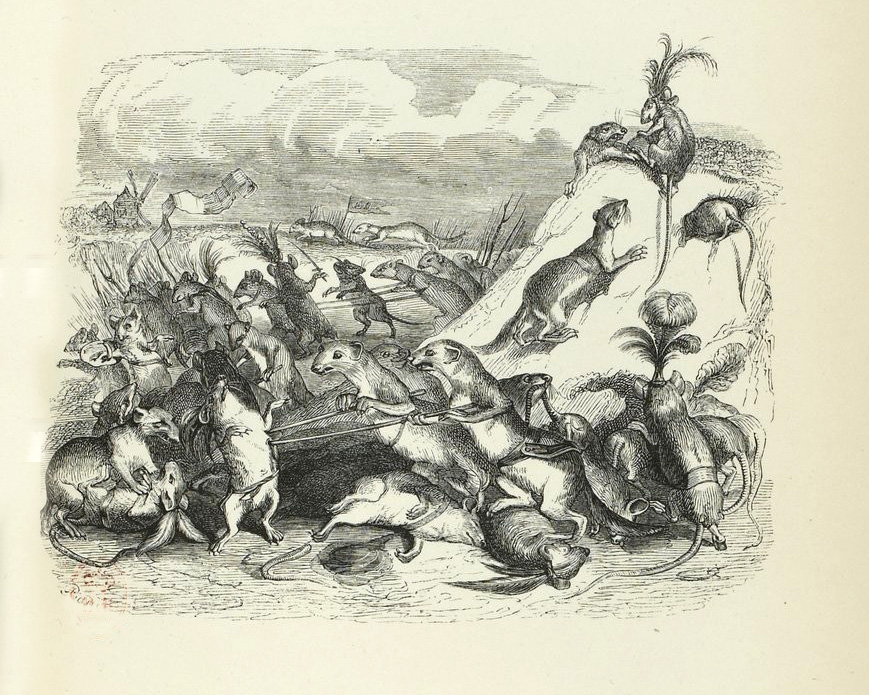
Illustration de Grandville (1838-1840)

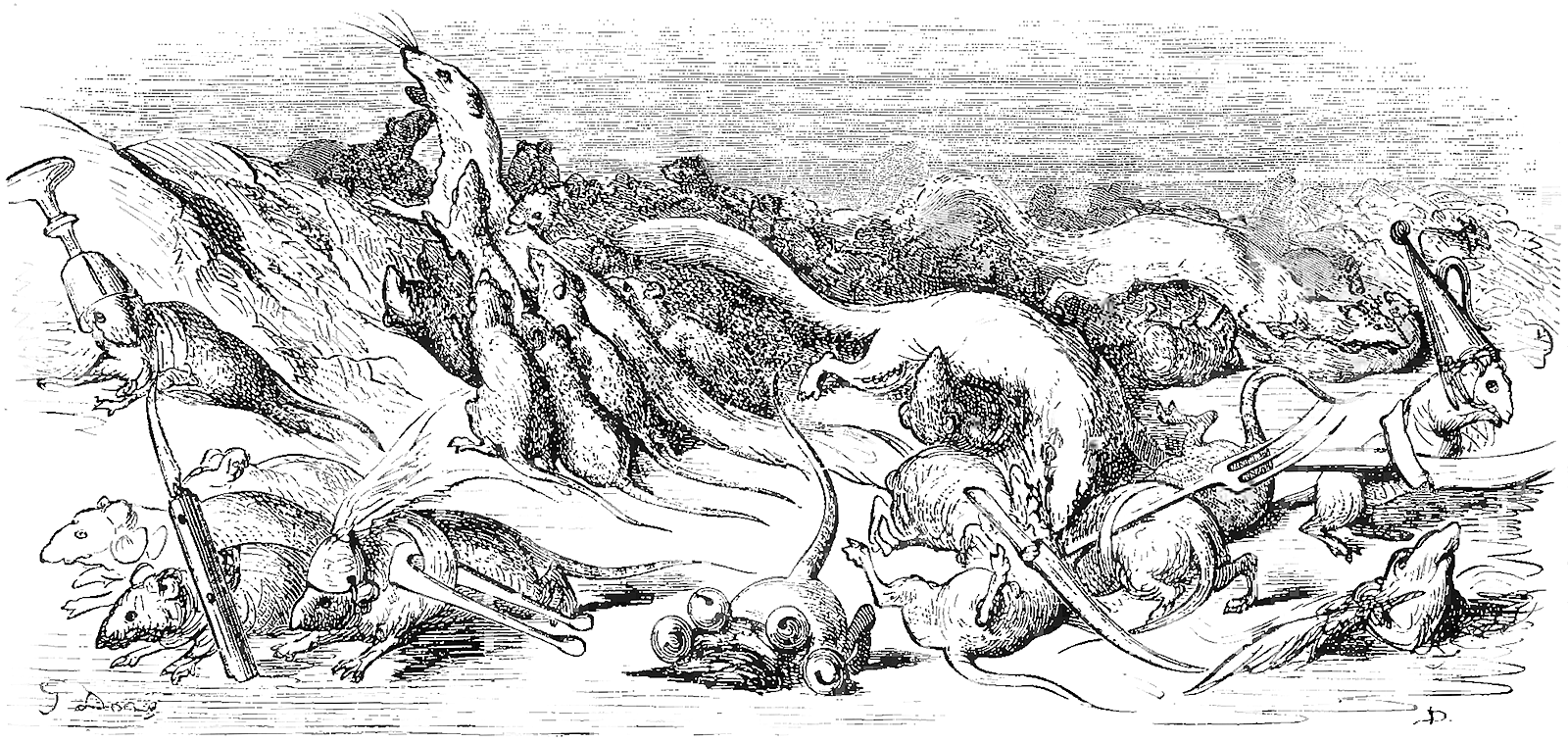
Illustration de Gustave Doré (1876)

(1) étroite . Graphie correspondant à une prononciation ancienne.
(2) terre labourée, non ensemencée
(3) Noms dérivés du grec et empruntés pour les deux derniers à la  Batrachomyomachie (tradition héroï-comique). Il signifie respectivement voleur de pain, voleur de morceau et voleur de miettes
(4) de toutes ses forces
(5) touffe de plumes que l'on porte en panache
(6) Herbes, fleurs ou joncs qu'on épanche  sur le chemin quand on veut faire honneur au passage de quelque personne (dictionnaire de Furetière). Dans cette fable il s'agit d'un lit de cadavres.